# 四川蜡瓣花
四川蜡瓣花（学名：Corylopsis willmottiae）为金缕梅科蜡瓣花属下的一个种。

## 扩展阅读
- 維基物種上的相關：四川蜡瓣花